# Chlosyne mediatrix
Chlosyne mediatrix är en fjärilsart som beskrevs av Felder 1867. Chlosyne mediatrix ingår i släktet Chlosyne och familjen praktfjärilar. Inga underarter finns listade i Catalogue of Life.